# Annika Sörenstam
Annika Charlotta Sörenstam (Stoccolma, 9 ottobre 1970) è una golfista svedese.

## Biografia
È nata a Bro vicino a Stoccolma, in Svezia. Il padre di Sörenstam, Tom, era un dirigente dell'IBM e sua madre Gunilla lavorava in una banca. Anche sua sorella minore Charlotta divenne una giocatrice di golf professionista e vincitrice del Tour LPGA e, dopo la sua carriera da giocatrice, allenò presso l'accademia di sua sorella. Annika e Charlotta Sörenstam sono diventate le prime due sorelle a vincere entrambe 1 milione di dollari nel tour LPGA.

### Vita privata
Sörenstam ha incontrato il suo primo marito David Esch nel 1994 sul campo pratica del Moon Valley Country Club, Phoenix, Arizona, dove lei era una debuttante LPGA che si allenava per un torneo e lui lavorava per il produttore di mazze Ping. Hanno divorziato nel 2005.
Nell'agosto 2007, Sörenstam si fidanzò con Mike McGee, amministratore delegato del marchio di attività ANNIKA e figlio dell'ex giocatore del PGA Tour e Champions Tour Jerry McGee. Si sono sposati al Lake Nona Golf & Country Club di Orlando, in Florida, il 10 gennaio 2009.
La loro figlia Ava Madelyn McGee è nata il 1 settembre 2009. Il 21 marzo 2011, Sörenstam ha dato alla luce un figlio, William Nicholas McGee, prematuro di tredici settimane.

## Carriera
Inizia a giocare a golf a 12 anni, dopo aver lasciato il tennis. Studia all'Università dell'Arizona, dove nel 1991 vince il titolo di miglior giocatrice Ncaa. Nel 1992 vince il Mondiale dilettanti e arriva in finale ai Campionati USA dilettanti, dopo essere stata All American nel 1991 e nel 1992. Sempre nel 1992 esordisce fra i professionisti e da allora ha vinto 59 tornei nel circuito femminile dell'LPGA Tour.
Fra questi figurano 7 trofei dello Slam: Us Women's Open (1995, 1996), Kraft Nabisco Championship (2001, 2002, 2005), McDonald's LPGA Championship (2003) e Weetabix Women's British Open (2003). È considerata la miglior giocatrice della storia del golf femminile. Nel 2001 ha ottenuto ben 30 record, fra cui la miglior media di sempre (69,42). Nello stesso anno ha battuto il record di premi vinti superando i 2 milioni $; ha poi ritoccato questa sua prestazione negli anni successivi, fino al nuovo primato di 2863904 $. Altri record del 2001 sono stati le 4 vittorie di fila nel tour Lpga e i 59 colpi in un solo giro. Nel 2002 ha stabilito il primato di 13 titoli in una stagione, eguagliando Mickey Wright (1964).
Si è ritirata dal professionismo nel 2008: in tutto in carriera ha vinto un montepremi di 16,5 milioni di dollari e le manca un solo trofeo per raggiungere a 60 tornei vinti Patty Berg, la fondatrice della LPGA. Nel 1995 ricevette la Medaglia d'oro dello Svenska Dagbladet, il premio assegnato dal quotidiano Svenska Dagbladet al miglior sportivo svedese dell'anno.
Nel 2021, dopo 13 anni di inattività, torna a competere prendendo parte al Gainbridge Championship, evento ufficiale dell'LPGA Tour, dal 25 al 28 febbraio nella città di Orlando.

## Curiosità
- In un'intervista si è dichiarata atea[10].

## Vittorie professionali (97)

### LPGA Tour vittorie (72)
| Legenda               |
| Campionati Major (10) |
| Altri LPGA Tour (62)  |

| No. | Data              | Torneo                                         | Punteggio di vittoria | Margine  | Seconda/e                                                            |
| --- | ----------------- | ---------------------------------------------- | --------------------- | -------- | -------------------------------------------------------------------- |
| 1   | 16 luglio 1995    | U.S. Women's Open                              | −2 (67-71-72-68=278)  | 1 colpo  | Meg Mallon                                                           |
| 2   | 24 settembre 1995 | GHP Heartland Classic                          | −10 (69-67-70-72=278) | 10 colpi | Jan Stephenson                                                       |
| 3   | 15 ottobre 1995   | Samsung World Championship of Women's Golf     | −6 (72-69-71-70=282)  | Playoff  | Laura Davies                                                         |
| 4   | 2 giugno 1996     | U.S. Women's Open (2)                          | −8 (70-67-69-66=272)  | 6 colpi  | Kris Tschetter                                                       |
| 5   | 13 ottobre 1996   | CoreStates Betsy King Classic                  | −18 (66-69-67-68=270) | 8 colpi  | Laura Davies                                                         |
| 6   | 20 ottobre 1996   | Samsung World Championship of Women's Golf (2) | −14 (66-69-69-70=274) | 1 colpo  | Helen Alfredsson                                                     |
| 7   | 12 gennaio 1997   | Chrysler-Plymouth Tournament of Champions      | −16 (72-66-68-66=272) | 4 colpi  | Karrie Webb                                                          |
| 8   | 22 febbraio 1997  | Cup Noodles Hawaiian Ladies Open               | −10 (67-66-73=206)    | 1 colpo  | Meg Mallon                                                           |
| 9   | 6 aprile 1997     | Longs Drugs Challenge                          | −3 (73-68-71-73=285)  | Playoff  | Pam Kometani                                                         |
| 10  | 1 giugno 1997     | Michelob Light Classic                         | −11 (70-69-66-72=277) | 3 colpi  | Hiromi Kobayashi                                                     |
| 11  | 5 ottobre 1997    | CoreStates Betsy King Classic                  | −14 (70-67-68-69=274) | 2 colpi  | Kelly Robbins                                                        |
| 12  | 23 novembre 1997  | ITT LPGA Tour Championship                     | −11 (72-68-67-70=277) | Playoff  | Lorie Kane Pat Hurst                                                 |
| 13  | 7 giugno 1998     | Michelob Light Classic (2)                     | −8 (67-73-68=208)     | Playoff  | Donna Andrews                                                        |
| 14  | 28 giugno 1998    | ShopRite LPGA Classic                          | −17 (66-65-65=196)    | 4 colpi  | Juli Inkster                                                         |
| 15  | 19 luglio 1998    | JAL Big Apple Classic                          | −19 (67-66-65-67=265) | 8 colpi  | Joan Pitcock                                                         |
| 16  | 13 settembre 1998 | Safeco Classic                                 | −15 (68-70-67-68=273) | 5 colpi  | Laura Davies Patty Sheehan                                           |
| 17  | 11 luglio 1999    | Michelob Light Classic (2)                     | −10 (68-72-68-70=278) | Playoff  | Tina Barrett                                                         |
| 18  | 3 ottobre 1999    | New Albany Golf Classic                        | −19 (68-66-69-66=269) | 3 colpi  | Mardi Lunn                                                           |
| 19  | 13 marzo 2000     | Welch's/Circle K Championship                  | −19 (67-68-67-67=269) | Playoff  | Pat Hurst                                                            |
| 20  | 21 maggio 2000    | Firstar LPGA Classic                           | -19 (66-65-66=197)    | 1 colpo  | Cristie Kerr Karrie Webb                                             |
| 21  | 17 giugno 2000    | Evian Masters1                                 | −12 (70-68-70-68=276) | Playoff  | Karrie Webb                                                          |
| 22  | 9 luglio 2000     | Jamie Farr Kroger Classic                      | −10 (70-67-66-71=274) | Playoff  | Rachel Hetherington                                                  |
| 23  | 16 luglio 2000    | Japan Airlines Big Apple Classic               | −7 (69-65-72=206)     | 1 colpo  | Rosie Jones                                                          |
| 24  | 11 marzo 2001     | Welch's/Circle K Championship (2)              | −23 (65-68-67-65=265) | 6 colpi  | Se Ri Pak Michelle McGann Laura Diaz Dottie Pepper                   |
| 25  | 18 marzo 2001     | Standard Register PING                         | −27 (65-59-69-68=261) | 2 colpi  | Se Ri Pak                                                            |
| 26  | 25 marzo 2001     | Nabisco Championship                           | −7 (72-70-70-69=281)  | 3 colpi  | Karrie Webb Janice Moodie Dottie Pepper Akiko Fukushima Rachel Teske |
| 27  | 14 aprile 2001    | The Office Depot                               | −6 (71-73-66=210)     | Playoff  | Mi Hyun Kim                                                          |
| 28  | 6 maggio 2001     | Chick-fil-A Charity Championship               | −13 (70-66-67=203)    | Playoff  | Sophie Gustafson                                                     |
| 29  | 19 agosto 2001    | Bank of Montreal Canadian Women's Open         | −16 (71-68-64-69=272) | 2 colpi  | Kelly Robbins                                                        |
| 30  | 28 ottobre 2001   | Cisco World Ladies Match Play Championship     | 1 in più              | 1 in più | Se Ri Pak                                                            |
| 31  | 4 novembre 2001   | Mizuno Classic2                                | −13 (66-67-70=203)    | 3 colpi  | Laura Davies                                                         |
| 32  | 2 marzo 2002      | LPGA Takefuji Classic                          | −14 (64-66-66=196)    | Playoff  | Lorie Kane                                                           |
| 33  | 31 marzo 2002     | Kraft Nabisco Championship (2)                 | −8 (70-71-71-68=280)  | 1 colpo  | Liselotte Neumann                                                    |
| 34  | 12 maggio 2002    | Aerus Electrolux USA Championship              | −17 (65-72-70-64=271) | 1 colpo  | Pat Hurst                                                            |
| 35  | 2 giugno 2002     | Kellogg-Keebler Classic                        | −21 (63-67-65=195)    | 11 colpi | Michele Redman Mhairi McKay Danielle Ammaccapane                     |
| 36  | 15 giugno 2002    | Evian Masters1                                 | −19 (68-67-65-69=269) | 4 colpi  | Maria Hjorth Mi Hyun Kim                                             |
| 37  | 30 giugno 2002    | ShopRite LPGA Classic (2)                      | −12 (68-67-66=201)    | 3 colpi  | Carin Koch Kate Golden                                               |
| 38  | 8 settembre 2002  | Williams Championship                          | −11 (68-66-65=199)    | 4 colpi  | Lorie Kane                                                           |
| 39  | 15 settembre 2002 | Safeway Classic                                | −17 (69-62-68=199)    | 1 colpo  | Kate Golden                                                          |
| 40  | 6 ottobre 2002    | Samsung World Championship                     | −22 (66-67-68-65=266) | 6 colpi  | Cristie Kerr                                                         |
| 41  | 10 novembre 2002  | Mizuno Classic2 (2)                            | −15 (69-65-67=201)    | 2 colpi  | Grace Park                                                           |
| 42  | 24 novembre 2002  | ADT Championship (2)                           | −13 (67-70-70-68=275) | 3 colpi  | Rachel Teske                                                         |
| 43  | 6 aprile 2003     | The Office Depot Championship                  | −5 (68-72-71=211)     | 4 colpi  | Se Ri Pak Pat Hurst Heather Bowie                                    |
| 44  | 1 giugno 2003     | Kellogg-Keebler Classic                        | −17 (62-66-71=199)    | 3 colpi  | Mhairi McKay                                                         |
| 45  | 8 giugno 2003     | McDonald's LPGA Championship                   | −6 (70-64-72-72=278)  | Playoff  | Grace Park                                                           |
| 46  | 3 agosto 2003     | Weetabix Women's British Open1                 | −10 (68-72-68-70=278) | 1 colpo  | Se Ri Pak                                                            |
| 47  | 28 settembre 2003 | Safeway Classic (2)                            | −15 (67-68-66=201)    | 1 colpo  | Beth Daniel                                                          |
| 48  | 9 ottobre 2003    | Mizuno Classic2 (3)                            | −24 (63-63-66=192)    | 9 colpi  | Grace Park Se Ri Pak Sophie Gustafson                                |
| 49  | 21 marzo 2004     | Safeway International                          | −18 (67-65-68-70=270) | 4 colpi  | Cristie Kerr                                                         |
| 50  | 4 aprile 2004     | Office Depot Championship                      | −9 (68-70-69=207)     | 3 colpi  | Ashli Bunch Meg Mallon                                               |
| 51  | 30 maggio 2004    | LPGA Corning Classic                           | −18 (65-67-70-68=270) | 2 colpi  | Vicki Goetze-Ackerman Michelle Estill                                |
| 52  | 13 giugno 2004    | McDonald's LPGA Championship (2)               | −13 (68-67-64-72=271) | 3 colpi  | Shi Hyun Ahn                                                         |
| 53  | 12 settembre 2004 | John Q. Hammons Hotel Classic                  | −9 (66-68-70=204)     | 4 colpi  | Shi Hyun Ahn                                                         |
| 54  | 17 ottobre 2004   | Samsung World Championship                     | −18 (66-68-69-67=270) | 3 colpi  | Grace Park                                                           |
| 55  | 7 novembre 2004   | Mizuno Classic2 (4)                            | −22 (62-66-65=194)    | 9 colpi  | Michie Ohba Grace Park Ai Miyazato                                   |
| 56  | 21 novembre 2004  | ADT Championship (3)                           | −13 (66-68-72-69=275) | Playoff  | Cristie Kerr                                                         |
| 57  | 6 marzo 2005      | MasterCard Classic                             | −7 (70-71-68=209)     | 3 colpi  | Karrie Webb                                                          |
| 58  | 20 marzo 2005     | Safeway International                          | −11 (66-69-72-70=277) | Playoff  | Lorena Ochoa                                                         |
| 59  | 27 marzo 2005     | Kraft Nabisco Championship (3)                 | −15 (70-69-66-68=273) | 8 colpi  | Rosie Jones                                                          |
| 60  | 15 maggio 2005    | Chick-fil-A Charity Championship               | −23 (67-64-67-67=265) | 10 colpi | Candie Kung                                                          |
| 61  | 5 giugno 2005     | ShopRite LPGA Classic                          | −17 (67-65-64=196)    | 4 colpi  | Juli Inkster                                                         |
| 62  | 12 giugno 2005    | McDonald's LPGA Championship (3)               | −11 (68-67-69-73=277) | 3 colpi  | Michelle Wie                                                         |
| 63  | 18 settembre 2005 | John Q. Hammons Hotel Classic                  | −5 (68-67-73=208)     | 1 colpo  | Paula Creamer                                                        |
| 64  | 16 ottobre 2005   | Samsung World Championship                     | −18 (64-71-66-69=270) | 8 colpi  | Paula Creamer                                                        |
| 65  | 6 novembre 2005   | Mizuno Classic2 (5)                            | −21 (64-67-64=195)    | 3 colpi  | Jennifer Rosales                                                     |
| 66  | 20 novembre 2005  | ADT Championship (4)                           | −6 (69-70-74-69=282)  | 2 colpi  | Soo-Yun Kang Michele Redman Liselotte Neumann                        |
| 67  | 12 marzo 2006     | MasterCard Classic (2)                         | −8 (67-71-70=208)     | 1 colpo  | Helen Alfredsson Seon Hwa Lee                                        |
| 68  | 2 luglio 2006     | U.S. Women's Open (3)                          | E (69-71-73-71=284)   | Playoff  | Pat Hurst                                                            |
| 69  | 3 settembre 2006  | State Farm Classic                             | −19 (70-68-69-62=269) | 2 colpi  | Cristie Kerr                                                         |
| 70  | 16 febbraio 2008  | SBS Open at Turtle Bay                         | −10 (70-67-69=206)    | 2 colpi  | Russy Gulyanamitta Laura Diaz Jane Park                              |
| 71  | 27 aprile 2008    | Stanford International Pro-Am                  | −8 (68-67-70-70=275)  | Playoff  | Paula Creamer                                                        |
| 72  | 11 maggio 2008    | Michelob ULTRA Open at Kingsmill               | −19 (64-66-69-66=265) | 7 colpi  | Allison Fouch Karen Stupples Jeong Jang Christina Kim                |

LPGA Tour playoff record (16–6)
| No. | Anno | Torneo                                     | Sfidante/i                               | Risultato                                                                     |
| --- | ---- | ------------------------------------------ | ---------------------------------------- | ----------------------------------------------------------------------------- |
| 1   | 1995 | Samsung World Championship of Women's Golf | Laura Davies                             | Vinto col colpo birdie alla prima buca extra                                  |
| 2   | 1997 | Longs Drugs Challenge                      | Pam Kometani                             | Vinto con par alla seconda buca extra                                         |
| 3   | 1997 | ITT LPGA Tour Championship                 | Pat Hurst Lorie Kane                     | Vinto con pari alla terza buca extra Hurst eliminata con pari alla prima buca |
| 4   | 1998 | Michelob Light Classic                     | Donna Andrews                            | Vinto col colpo birdie alla seconda buca extra                                |
| 5   | 1998 | First Union Betsy King Classic             | Rachel Hetherington                      | Perso col colpo birdie alla prima buca extra                                  |
| 6   | 1999 | Valley of the Stars Championship           | Catrin Nilsmark                          | Perso alla pari alla seconda buca extra                                       |
| 7   | 1999 | Michelob Light Classic                     | Tina Barrett                             | Vinto col colpo birdie alla terza buca extra                                  |
| 8   | 2000 | LPGA Takefuji Classic                      | Karrie Webb                              | Perso col colpo birdie alla prima buca extra                                  |
| 9   | 2000 | Welch's/Circle K Championship              | Pat Hurst                                | Vinto col colpo birdie alla seconda buca extra                                |
| 10  | 2000 | Evian Masters1                             | Karrie Webb                              | Vinto col colpo eagle alla prima buca extra                                   |
| 11  | 2000 | Jamie Farr Kroger Classic                  | Rachel Hetherington                      | Vinto col colpo birdie alla seconda buca extra                                |
| 12  | 2001 | The Office Depot                           | Mi-Hyun Kim                              | Vinto con pari alla prima buca extra                                          |
| 13  | 2001 | Chick-fil-A Charity Championship           | Sophie Gustafson                         | Vinto con par alla seconda buca extra                                         |
| 14  | 2002 | LPGA Takefuji Classic                      | Lori Kane                                | Vinto col colpo birdie alla prima buca extra                                  |
| 15  | 2002 | PING Banner Health                         | Rachel Teske                             | Perso col colpo birdie alla seconda buca extra                                |
| 16  | 2003 | McDonald's LPGA Championship               | Grace Park                               | Vinto con pari alla prima buca extra                                          |
| 17  | 2003 | Giant Eagle LPGA Classic                   | Lorie Kane Jennifer Rosales Rachel Teske | Teske ha vinto col colpo birdie alla terza buca extra                         |
| 18  | 2004 | ADT Championship                           | Cristie Kerr                             | Vinto col colpo bogey alla prima buca extra                                   |
| 19  | 2005 | Safeway International                      | Lorena Ochoa                             | Vinto con pari alla prima buca extra                                          |
| 20  | 2006 | U.S. Women's Open                          | Pat Hurst                                | Playoff a 18 buche vinto (Sörenstam:70, Hurst:74)                             |
| 21  | 2007 | MasterCard Classic                         | Meaghan Francella                        | Perso col colpo birdie alla quarta buca extra                                 |
| 22  | 2008 | Stanford International Pro-Am              | Paula Creamer                            | Vinto con pari alla prima buca extra                                          |

LPGA majors sono mostrati in grassetto.
Note: Sörenstam ha vinto il Bank of Montreal Canadian Women's Open (precedentemente chiamato du Maurier Classic) una volta dopo che non è stato più riconosciuto come un campionato importante nell'LPGA Tour nel 2001.

### Ladies European Tour vittorie (17)
| No. | Data             | Torneo                                | Punteggio di vittoria | Margine   | Seconda/e                                     |
| --- | ---------------- | ------------------------------------- | --------------------- | --------- | --------------------------------------------- |
| 1   | 18 giugno 1995   | OVB Damen Open Austria                | −22 (66-69-67-68=270) | 3 colpi   | Laura Davies                                  |
| 2   | 2 luglio 1995    | Hennessy Cup                          | −17 (68-70-65-68=271) | 1 colpo   | Liselotte Neumann                             |
| 3   | 25 agosto 1996   | Trygg Hansa Ladies' Open              | −13 (70-70-70-69=279) | 1 colpo   | Joanne Morley Alison Nicholas                 |
| 4   | 24 agosto 1997   | Compaq Open                           | −11 (67-67-73-70=277) | 6 colpi   | Catrin Nilsmark                               |
| 5   | 23 agosto 1998   | Compaq Open (2)                       | −9 (70-71-71-67=279)  | 10 colpi  | Helen Alfredsson Johanna Head Catrin Nilsmark |
| 6   | 17 giugno 2000   | Evian Masters1                        | −12 (70-68-70-68=276) | Playoff   | Karrie Webb                                   |
| 7   | 24 febbraio 2002 | ANZ Ladies Masters3 (2)               | −10 (74-64-71-69=278) | Playoff   | Karrie Webb                                   |
| 8   | 15 giugno 2002   | Evian Masters1 (2)                    | −19 (68-67-65-69=269) | 4 colpi   | Maria Hjorth Mi Hyun Kim                      |
| 9   | 18 agosto 2002   | Compaq Open (3)                       | −17 (67-66-68-70=271) | 4 colpi   | Sophie Gustafson                              |
| 10  | 3 agosto 2003    | Women's British Open1                 | −10 (68-72-68-70=278) | 1 colpo   | Se Ri Pak                                     |
| 11  | 29 febbraio 2004 | ANZ Ladies Masters3 (2)               | −19 (69-70-65-65=269) | 4 strokes | Karen Stupples                                |
| 12  | 8 agosto 2004    | HP Open (4)                           | −13 (70 72 69 64=275) | 2 colpi   | Carin Koch                                    |
| 13  | 7 agosto 2005    | Scandinavian TPC hosted by Annika (5) | −4 (70-75-67-72=284)  | 1 colpo   | Natalie Gulbis                                |
| 14  | 13 agosto 2006   | Scandinavian TPC hosted by Annika (6) | −21 (66 71 69 65=271) | 1 colpo   | Lorena Ochoa                                  |
| 15  | 29 ottobre 2006  | Dubai Ladies Masters                  | −18 (65-68-68-69=270) | 6 colpi   | Helen Alfredsson                              |
| 16  | 19 dicembre 2007 | Dubai Ladies Masters (2)              | −10 (70-70-68-70=278) | 2 colpi   | Laura Davies Iben Tinning                     |
| 17  | 2 novembre 2008  | Suzhou Taihu Ladies Open              | −13 (69-69-65=203)    | Playoff   | Ye Li-ying                                    |

Ladies European Tour playoff record (3–0)
| No. | Anno | Torneo                   | Sfidante    | Risultato                                      |
| --- | ---- | ------------------------ | ----------- | ---------------------------------------------- |
| 1   | 2000 | Evian Masters1           | Karrie Webb | Vinto col colpo eagle alla prima buca extra    |
| 2   | 2002 | ANZ Ladies Masters3      | Karrie Webb | Vinto alla quarta buca extra                   |
| 3   | 2008 | Suzhou Taihu Ladies Open | Ye Li-ying  | Vinto col colpo birdie alla seconda buca extra |

Note: Sörenstam ha vinto The Evian Championship (formalmente denominato Evian Masters) due volte prima di essere riconosciuto come un campionato importante nell'LPGA Tour nel 2013.

### ALPG Tour vittorie (4)
- 1994 Holden Women's Australian Open
- 1995 Australian Ladies Masters
- 2002 ANZ Ladies Masters3 (2)
- 2004 ANZ Ladies Masters3 (3)

### LPGA of Japan Tour vittorie (7)
- 1997 Hisako Higuchi Kibun Classic
- 2001 Mizuno Classic2
- 2002 Mizuno Classic2 (2)
- 2003 Nichirei Cup
- 2003 Mizuno Classic2 (3)
- 2004 Mizuno Classic2 (4)
- 2005 Mizuno Classic2 (5)

### Swedish Golf Tour vittorie (4)
- 1990 Kanthal-Höganäs Open (come amatore)
- 1990 Stora Lundby Ladies Open (come amatore)
- 1991 Ängsö Ladies Open (come amatore)
- 1993 Höganäs Ladies Open

### Altre vittorie (2)
- 1997 JCPenney/LPGA Skins Game (unofficial-money tournament on the LPGA Tour)
- 2006 Women's World Cup of Golf (team event with Liselotte Neumann) (unofficial-money tournament on the LPGA Tour and Ladies European Tour)

Note
- 1 Co-sanzionato dal LPGA Tour e Ladies European Tour
- 2 Co-sanzionato dal LPGA Tour e LPGA of Japan Tour
- 3 Co-sanzionato dal ALPG Tour e Ladies European Tour

### Legends Tour vittorie (1)
| Legenda                              |
| Legends Tour major championships (1) |
| Altri Legends Tour (0)               |

| No. | Data          | Torneo                   | Punteggio di vittoria | Margin e | Seconda           |
| --- | ------------- | ------------------------ | --------------------- | -------- | ----------------- |
| 1   | 1 agosto 2021 | U.S. Senior Women's Open | -12 (67-69-72-68=276) | 8 colpi  | Liselotte Neumann |

## Tornei Major

### Vittorie (10)
| Anno | Campionato                    | Punteggio di vittoria | Margine   | Seconda/e                                                                       |
| ---- | ----------------------------- | --------------------- | --------- | ------------------------------------------------------------------------------- |
| 1995 | U.S. Women's Open             | −2 (67-71-72-68=278)  | 1 colpo   | Meg Mallon                                                                      |
| 1996 | U.S. Women's Open             | −8 (70-67-69-66=272)  | 6 colpi   | Kris Tschetter                                                                  |
| 2001 | Nabisco Championship          | −7 (72-70-70-69=281)  | 3 colpi   | Akiko Fukushima, Rachel Hetherington, Janice Moodie, Dottie Pepper, Karrie Webb |
| 2002 | Kraft Nabisco Championship    | −8 (70-71-71-68=280)  | 1 colpo   | Liselotte Neumann                                                               |
| 2003 | McDonald's LPGA Championship  | −6 (70-64-72-72=278)  | Playoff 1 | Grace Park                                                                      |
| 2003 | Weetabix Women's British Open | −10 (68-72-68-70=278) | 1 colpo   | Se Ri Pak                                                                       |
| 2004 | McDonald's LPGA Championship  | −17 (68-67-64-72=271) | 3 colpi   | Shi Hyun Ahn                                                                    |
| 2005 | Kraft Nabisco Championship    | −15 (70-69-66-68=273) | 8 colpi   | Rosie Jones                                                                     |
| 2005 | McDonald's LPGA Championship  | −11 (68-67-69-73=277) | 3 colpi   | Michelle Wie                                                                    |
| 2006 | U.S. Women's Open             | E (69-71-73-71=284)   | Playoff 2 | Pat Hurst                                                                       |

1 Sconfitta Grace Park con par alla prima buca extra 

2 Hurst sconfitto nei playoff a 18 buche: Sörenstam (70), Hurst (74)